# Villeseneux
Villeseneux település Franciaországban, Marne megyében. Lakosainak száma 201 fő (2022. január 1.). Villeseneux Clamanges, Germinon, Soudron és Trécon községekkel határos.

## Népesség
A település népessége az elmúlt években az alábbi módon változott:
| Lakosok száma | 163  | 137  | 132  | 189  | 234  | 244  | 221  | 207  | 204  | 201  |
|               | 1968 | 1982 | 1990 | 2006 | 2013 | 2015 | 2017 | 2019 | 2020 | 2022 |